# Suresh Warnakulasuriya Fernando
Suresh Chanaka Warnakulasuriya Fernando (ur. 4 marca 1989) – lankijski zapaśnik walczący w stylu wolnym.
Zajął 22. miejsce na mistrzostwach świata w 2021. Czternasty na mistrzostwach Azji w 2019. Ósmy na igrzyskach wspólnoty narodów w 2022 i czternasty w 2018. Wicemistrz igrzysk Azji Południowej w 2019 roku.